# Jürgen Thomas (Flugzeugkonstrukteur)
Jürgen Thomas (* 1937 in Leipzig) ist ein deutscher Flugzeugbauer, er gilt als Vater des Airbus A380.

## Studium und berufliche Tätigkeit
Nach dem Abitur 1957 an der Oberrealschule Hof folgte das Studium des Maschinenbaus und der Aerodynamik in München. Ab 1962 arbeitete er im Flugzeugbau bei der Ernst Heinkel GmbH und ab 1964 bei den VFW Vereinigte Flugtechnische Werke in Bremen und war dort an vielen zivilen und militärischen Projekten beteiligt.
Von 1976 bis 1988 war er bei Airbus als Chefingenieur des A310-Programms und danach als Manager des gesamten A300/A310-Programms bei Airbus Industrie in Toulouse tätig. Im Jahre 1988 wechselte er nach Hamburg als Chefplaner eines deutsch-chinesischen Gemeinschaftsprojekts MPC75, das nicht realisiert wurde, und war parallel dazu Direktor des europäisch-amerikanischen VLCT-Projekts zum Bau eines transatlantischen Großraumflugzeugs, das aufgrund unterschiedlicher Interessen der Träger ebenfalls nicht beendet wurde.
Im März 1996 bekam er die Verantwortung für das A3XX Programm, das schließlich in die Entwicklung des A380 mündete. Thomas ist Mitglied des Airbus-Exekutiv-Komitees. 2001 wurde er als Manager des Jahres in der Luft- und Raumfahrtindustrie ausgezeichnet. Vorläufiger Höhepunkt seiner Karriere ist die Benennung des im Juli 2008 eröffneten Auslieferungszentrums am Flugplatz Hamburg-Finkenwerder nach seinem Namen.